# La Barbolla (Soria)

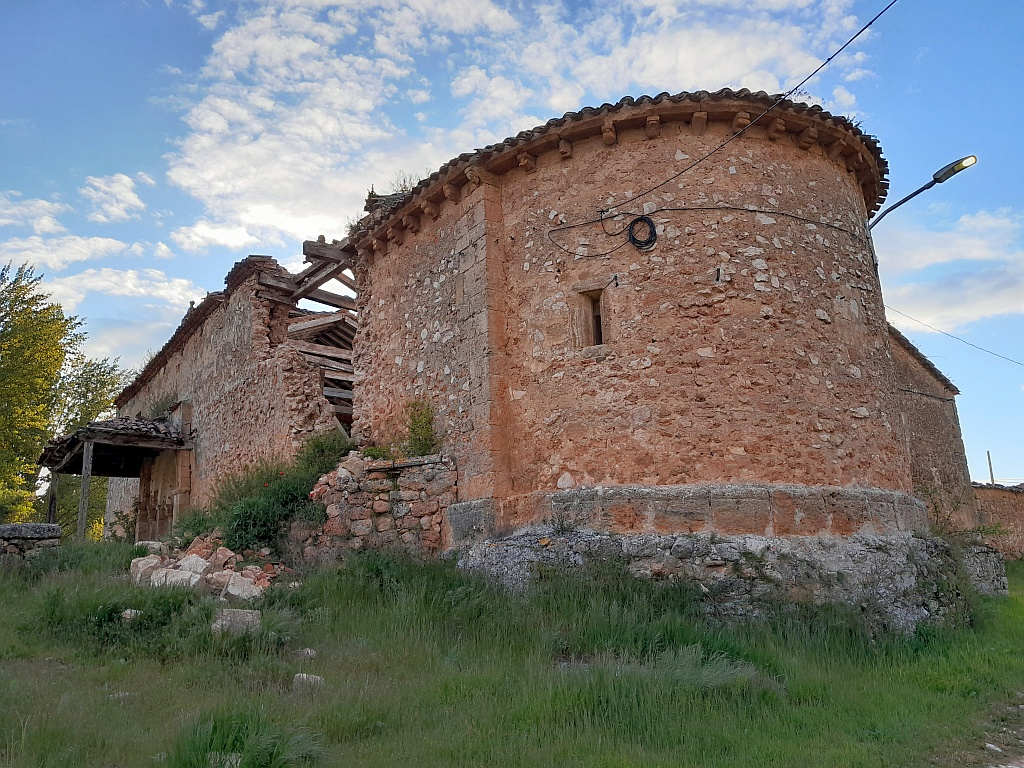
Iglesia de San Bartolomé

La Barbolla es una localidad española del municipio de Quintana Redonda, perteneciente a la provincia de Soria, en la comunidad autónoma de Castilla y León. Forma parte del partido judicial de Soria y de la comarca de Soria.

## Historia
El Censo de Pecheros de 1528, en el que no se contaban eclesiásticos, hidalgos y nobles, registraba la existencia de 24 pecheros, es decir unidades familiares que pagaban impuestos. Pertenecía a la Comunidad de villa y tierra de Calatañazor.
A la caída del Antiguo Régimen la localidad se constituye en municipio constitucional en la región de Castilla la Vieja, partido de Soria  que en el censo de 1842 contaba con 16 hogares y 63 vecinos. Hacia mediados del siglo XIX, el lugar tenía contabilizada unas 16 a 18 casas. Aparece descrito en el tercer volumen del Diccionario geográfico-estadístico-histórico de España y sus posesiones de Ultramar de Pascual Madoz de la siguiente manera:

BARBOLA (la): l. con ayunt. de la prov. de Sória (6 leg.), part. jud. de Almazan (3 1/2), aud. terr. y c. g. de Búrgos, dióc. de Osma (5): sit. en llano; lo forman de 16 á 18 casas y una igl. parr. dedicada á San Bartolomé, aneja de la de Fuente la Aldea, en la que hay una imagen del Stmo. Cristo de la Piedad, tenida en gran veneracion por toda la circunferencia: confina el térm. N. Fuente la Aldea, E. Osonilla, S. La Ventosa, y O. Fuentelarbol: el terreno es de buena calidad, sus caminos son locales; prod.: buen trigo, centeno, cebada, patatas, legumbres, hortalizas y cáñamo; hay ganado lanar, y mular para la agricultura: algunos vec. se dedican á la arrieria; pobl.; 16 vec., 63 alm.; cap. imp. 14,200 rs. 30 mrs.
(Madoz, 1846, p. 400)

A mediados del siglo XIX este municipio desaparece porque se integra en La Revilla de Calatañazor, contaba entonces con 16 hogares y 63 habitantes. Con la desaparición del municipio de La Revilla de Calatañazor a finales del siglo XX, se integra en Quintana Redonda.

## Demografía
En el año 2000 contaba con 2 habitantes (INE 2000), concentrados en el núcleo principal, pasando 3 en 2014 y de nuevo 2 en 2022. 

## Patrimonio
- Iglesia parroquial de San Bartolomé,[3] iglesia románica de mitad del siglo XII. Es un exponente del románico rural que está actualmente en riesgo de desaparición. A pesar de los esfuerzos de varios colectivos, el templo ha sufrido un deterioro progresivo, exacerbado por eventos climáticos como la Borrasca Filomena y la reciente intervención de derrumbe parcial ejecutada por la Diócesis de Osma-Soria. La falta de protección administrativa ha suscitado preocupación sobre la preservación de este patrimonio, y se debate la posibilidad de declararlo Bien de Interés Cultural (BIC).[6][7][8][9]

## Fiestas
- Niño Jesús, 10 de enero, conmemorando el fin de una gran nevada;
- Santo Cristo de la Piedad, patronales, el 14 y 15 de septiembre;
- Romería del Domingo de la Piedad, mayo o junio.